# Каза Бортолин (Порденоне)
Каза Бортолин је насеље у Италији у округу Порденоне, региону Фурланија-Јулијска крајина.
Према процени из 2011. у насељу је живело 66 становника. Насеље се налази на надморској висини од 22 м.